# Конир (Єскельдинський район)
Кони́р (каз. Қоңыр) — село у складі Єскельдинського району Жетисуської області Казахстану. Адміністративний центр Конирського сільського округу.
Населення — 839 осіб (2021; 1216 у 2009, 1538 у 1999, 1761 у 1989).